# Jacek Wiśniewski (obrońca)
Jacek Artur Wiśniewski (ur. 8 czerwca 1974 w Gliwicach) – polski piłkarz występujący na pozycji obrońcy.

## Kariera piłkarska
W I lidze zadebiutował 31 sierpnia 1997 roku w barwach Górnika Zabrze w wyjazdowym meczu z Zagłębiem Lubin (wygranym przez drużynę z Lubina 1:0). Łącznie do 2008 roku na boiskach ekstraklasy rozegrał 189 spotkań, strzelając w nich 12 bramek. Do sezonu 2006/2007 występował na pozycji stopera. Wówczas trener Cracovii Stefan Majewski postanowił sprawdzić piłkarza na pozycji środkowego oraz bocznego pomocnika. Jest członkiem galerii sław Górnika Zabrze.

## Kariera MMA
W przeszłości trenował boks w klubie Walka Zabrze. Wraz z końcem kariery piłkarskiej zaczął trenować mieszane sztuki walki. 15 września 2012 roku na gali KSW XX, w swoim zawodowym debiucie w MMA, uległ Kamilowi Walusiowi przez TKO w 1. rundzie. W październiku tego samego roku, miał wystąpić na mistrzostwach świata amatorów w open combat. Drugą oficjalną walkę MMA wyznaczono na 10 listopada 2013 w Ostrawie, a przeciwnikiem Wiśniewskiego został były hokeista, Marek Ivan. Przed terminem gali Ivan zrezygnował z walki, a turniej został odwołany. 20 czerwca 2020 miał powrócić do MMA podczas gali "European Fight Masters 3" w zestawieniu z Maciejem Buksińskim, ale ostatecznie do pojedynku nie doszło.

### Lista walk w MMA
| Wynik     | Bilans | Przeciwnik        | Rozstrzygnięcie       | Runda | Czas | Rozgrywki              | Data       | Miejsce      | Uwagi        |
| --------- | ------ | ----------------- | --------------------- | ----- | ---- | ---------------------- | ---------- | ------------ | ------------ |
| Przegrana | 0-1    | Kamil Waluś (2-1) | TKO (ciosy pięściami) | 1     | 4:01 | KSW 20: Symfonia Walki | 15.09.2012 | Gdańsk/Sopot | Debiut w MMA |

## Konflikty z prawem
W 2022 został zatrzymany przez CBŚP w związku z podejrzeniem o udział w zorganizowanej grupie przestępczej.

## Życie prywatne
Piłkarzami zostali także jego brat Dariusz (ur. 1972) i syn Przemysław (ur. 1998).